# آن مونكور كرين
آن مونكور كرين (7 يناير 1838-10 ديسمبر 1872) هي روائية أمريكية، كتبت كتبًا مثل إميلي تشيستر وأوبورتيونيتي وريجنالد آرتشر. والتي كانت حول الرغبات الجنسية الأنثوية. اعتبرت رواياتها مثيرة للجدل في بعض أوساط المجتمع الأمريكي بعد الحرب الأهلية. تأثر المؤلف هنري جيمس بكتب كرين. كانت كاتبة مهمة في الواقعية الأمريكية المبكرة.

## السنوات المبكرة
وُلدت كرين في بالتيمور بولاية ماريلاند عام 1838. كانت ابنة ويليام وجان نيفين دانيال (كرين).أسس والدها جمعية ريتشموند (فيرجينيا) التبشيرية المعمدانية الأفريقية مع اثنين من رجال الدين السود، في عام 1815، وكان تاجرًا ناجحًا. كانت والدتها جزءًا من عائلة ستون بولاية ماريلاند. أسسها ويليام ستون، الحاكم الثالث لولاية ماريلاند والحليف المقرب من اللورد بالتيمور. وقع حفيد ويليام ستون، توماس ستون، إعلان الاستقلال - وهو اتصال بارز الذي تم ربطه لاحقا بإحدى شخصيات كرين الأدبية. درس قس محلي، القس(N.A. Morrison) كرين، تخرجت في عام 1855.

## مسيرتها المهنية
أكملت كرين روايتها الأولى إميلي تشيستر عام 1858؛ عندما تم نشرها بعد ست سنوات في عام 1864، أصبحت شائعه بشكل مدهش. مر الكتاب ب 10 طبعات ونشر في أوروبا وكذلك الولايات المتحدة. تم إنشاء مسرحية درامية تستند إلى الكتاب، مستغلة النظام الجديد المثير للاهتمام الذي قدمته كرين - المرأة المحترمة التي تم إغراءها إلى حافة الزنا، والتأثير الناتج عن المأزق الأخلاقي عليها شخصيًا. نشرت كتابها الثاني (Opportunity) في نهاية عام 1867. في حين أنها فشلت في تحقيق شعبية إميلي تشيستر، إلا أنها لقيت ترحيبا حارا. كتب الشاعر بول هاين في إحدى المراجعات، نشرت في مجلة جنوبية:

"هذه ليست قصة حب مشتركة. لكنها اقل اعتمادًا على طبيعة حبكتها وأحداثها الخارجية، تتركز قوتها بالكامل تقريبًا على تحليل عميق وصادق ودقيق للشخصية. في الواقع، إنها بالأحرى سلسلة من الدراسات النفسية الفريدة، أكثر من كونها رواية بالمعنى العادي للمصطلح. نختتم ملاحظاتنا عن إنتاج الآنسة كرين بملاحظة أنه لم تظهر أي حكاية مؤخرا، شمالا أو جنوبا، مليئة بالأدلة الغنية على القوة النفسية الحقيقية، ودراسة عميقة للشخصية في بعض مظاهرها الروحية والعقلية الفريدة، والتطلعات الفنية الحماسية، التي من المقرر أن تجسد نفسها بشكل رائع في المستقبل".
في عام 1869، كتبت رواية (Little Bopeep)، التي تحدثت عن امرأة شابة لم تكن عادية.
قبل نشر رواياتها الثلاث، كتبت كرين العديد من القصص القصيرة لمجلة جالاكسي ومجلة بوتنام الشهرية. في عام 1873، تم نشر مجموعة من المقالات المتنوعة بعد الوفاة.
كان كتاب كرين الثالث هو ريجينالد آرتشر، الذي نُشر عام 1871. ادعى المؤرخ الأدبي آرثر هابيجر أن بطل الرواية، كريستي آرتشر، كان مصدر إلهام لرواية هنري جيمس صورة سيدة. توفيت كرين في شتوتغارت بألمانيا.
بعد وفاتها، نشرت مجلة ذا نيشن ( بالإنجليزية: The Nation) نعيا، معربة عن أملها في أن يتوقف تأثيرها اللاأخلاقي وأن رواياتها لم تعد تُطبع. تحققت هذه الأمنية، ونفدت رواياتها من الطباعة، وسرعان ما اختفت من السجل الأدبي.

## حياتها الشخصية ووفاتها
تزوجت كرين من أوغسطس سيمولر، تاجر من نيويورك، في عام 1869 غادروا بالتيمور للاستقرار في مدينة نيويورك. عانت معظم حياتها البالغة من التهاب الكبد المزمن. مما دفعها إلى مغادرة نيويورك والسفر إلى أوروبا إلى مراكز علاج مختلفة في السنوات التي سبقت وفاتها. توفيت في مركز علاج في ألمانيا في 10 ديسمبر 1873، عن عمر يناهز الرابعة والثلاثين.